# Weldon Santos de Andrade
Weldon Santos de Andrade (* 6. August 1980 in Santo André), besser bekannt als Weldon, ist ein brasilianischer Fußballspieler, der seit Sommer 2014 als Stürmer bei SC Olhanense in der portugiesischen Segunda Liga unter Vertrag steht.

## Karriere
Weldon begann seine Karriere beim brasilianischen Top-Club FC Santos. Nach zwei glanzlosen Jahren wechselte der 1,87 cm große Stürmer innerhalb Brasiliens zum Brasiliense FC. Nach sechs Monaten wechselte er erneut den Verein und schloss sich Sport Recife an, wo er auch seine bis dato beste Saison ablieferte. Nicht einmal ein Jahr später wechselte er wieder den Verein und landete bei AA Ponte Preta. Auch dort konnte er seine Torgefährlichkeit unter Beweis stellen und wechselte erstmals in seiner Karriere ins Ausland. Das Ziel waren die Vereinigten Arabischen Emirate, genauer gesagt nach Dubai zu al-Nasr Sports Club.
Mit 25 Jahren wechselte er wieder nach Brasilien zum Top-Club Cruzeiro. Dort blieb er nicht wie die Jahre zuvor nur eine Saison, sondern verblieb dort vertraglich vier Jahre, in denen er allerdings an vier verschiedene Vereine verliehen wurde. Von 2006 bis Mitte 2007 wurde er jeweils sechs Monate an FC Sochaux, Troyes und seinem Ex-Club Sport Recife verliehen.
Seine beste Saison hatte er bei Belenenses Lissabon verbracht, als er von Mitte 2007 bis 2008 an sie verliehen wurde. Dort hat er unter Trainer Jorge Jesus in 27 Spielen zwölf Tore geschossen. Direkt nach der Saison hat ihn Sport Recife erneut verpflichtet, jedoch eine Saison später wieder nach Portugal ziehen lassen. Genauer gesagt zu Benfica Lissabon, wo er jedoch nur als Reservespieler eingesetzt wurde.
Im Sommer 2011 verließ Weldon Portugal und schloss sich dem rumänischen Erstligisten CFR Cluj an. Dort erzielte er in der Hinrunde sieben Tore in zwölf Spielen.
Im Februar 2012 wurde er dann für ein Jahr an den chinesischen Erstligisten Changchun Yatai ausgeliehen. Changchun Yatai bezahlte eine Leihgebühr von umgerechnet etwa eine Million Euro und sicherte sich eine Kaufoption. Anfang 2013 kehrte er nach Cluj zurück. Im Sommer 2013 verließ Weldon Rumänien und wechselte zu Criciúma EC in seine brasilianische Heimat. Mitte 2014 nahm ihn der portugiesische Zweitligist SC Olhanense unter Vertrag. Nach der Saison 2014/15 wurde sein Vertrag nicht verlängert. Weldon war ein halbes Jahr ohne Verein, ehe er im Februar 2016 zu Brasiliense FC zurückkehrte.

## Erfolge

### In Vereinen
Sport Recife
- Staatsmeisterschaft von Pernambuco: 2003, 2007

Benfica Lissabon
- Portugiesische Meisterschaft: 2010
- Taça da Liga: 2010